# Clair de terre (André Breton)
Pour les articles homonymes, voir Clair de terre.
Clair de terre est un recueil de poèmes d'André Breton (1896-1966) publié le 15 novembre 1923.

## Présentation
Ce recueil regroupe des textes écrits en 1921 et 1922, parus séparément dans diverses revues, textes dadas comme Pièce fausse ou PSTT, cinq récits de rêves dont les trois premiers parurent dans Littérature, illustrés par la reproduction du tableau de Giorgio De Chirico, Le Cerveau et l'enfant, et des poèmes comme Le Buvard de cendre ou Tournesol, écrits durant l'été de 1923.
L'ouvrage original, édité à ses frais à 240 exemplaires, contenait la reproduction d'une eau-forte de Pablo Picasso : un portrait de l'auteur à « l'œil terrible ».

## Les circonstances de l'écriture
Depuis le début de 1923, André Breton est frappé par une crise de confiance. Il interrompt les expériences de sommeils hypnotiques, commencés depuis le mois de septembre 1922, craignant pour la santé mentale des « dormeurs ».
Le 7 avril, le Journal du peuple publie un entretien avec Roger Vitrac, dans lequel Breton confie son intention de ne plus écrire « d'ici très peu de temps. » Tenant la « partie comme absolument perdue, » il est désespéré de la situation faite à la littérature et n'envisage plus aucune activité littéraire, à commencer par la revue Littérature qui cesse de paraitre.
En 1924, dans la Revue européenne, Philippe Soupault témoigne de « cette lugubre éclipse » pendant laquelle des poètes gardaient « un affreux silence, » ou publiaient des romans, ou faisaient annoncer qu'ils n'écriraient plus.
Mais cette attitude est ambivalente. Si le 19 septembre, dans une lettre à Francis Picabia, André Breton exprime sa résignation à se composer « un semblant d'existence avec n'importe quoi, » la veille, il écrivait à Saint-Pol-Roux pour lui proposer de « défendre de tout cœur ses intérêts moraux » afin de réparer l'injuste oubli dans lequel est tenu le poète de Camaret.
En juillet, à Paris puis en août, à Lorient où il séjourne chez ses parents avec Simone, Breton écrit près d'une vingtaine de poèmes comme il appelle lui-même ces textes qui procèdent pourtant de l'écriture automatique.
À la fin août, il annonce à Jacques Doucet son intention de faire paraitre un recueil de poèmes en même temps qu'un recueil de textes : Les Pas perdus (devant être édité par la La Nouvelle Revue française (NRF)), pour ne pas « passer pour un essayiste ou un critique. ». Il confirme à Maurice Martin du Gard la publication de Clair de terre, sans éditeur, avec des dessins de Giorgio De Chirico. Le 22 septembre, André Breton ajoute sur épreuves, un cinquième récit de rêve.

## L'ouvrage
Le titre indique le renversement d'éclairage auquel André Breton entend soumettre l'acte poétique. Cette inversion est également suggérée par la typographie de la couverture : des lettres carrées et blanches supportées par un fond carré noir. Breton s'est inspiré d'une publicité dont une coupure a été retrouvée dans l'exemplaire de sa femme Simone.
L'origine de l'épigraphe « la terre brille dans le ciel comme un astre énorme au milieu des étoiles. Notre globe projette sur la lune un intense clair de terre » (attribué à un manuel d'Astronomie dont on n'a trouvé aucune trace à ce jour à la Bibliothèque nationale de France (BNF)) n'a pas été, à ce jour, retrouvé : peut-être le souvenir du poème de Stéphane Mallarmé Tout va bien ? Quant à la dédicace à Saint-Pol-Roux, elle fait suite à la visite que Breton lui a rendu à Camaret le 7 septembre.
Si la publication de Clair de terre paraît être un démenti au « magnifique plaisir de se faire oublier », une contradiction qu'il s'inflige à lui-même, le livre témoigne du ressaisissement d'André Breton par cette même poésie, celle des Champs magnétiques, qui s'impose des refus, notamment celui de la narration. Et s'il n'importe guère à Breton de revenir « à l'innocence première par le chemin des mots, » elle pose toutefois la question insoluble : peut-on refuser la « littérature », l'« œuvre d'art », et cependant écrire ?
Comme Les Champs magnétiques, le livre se termine par une dédicace à Marcel Duchamp, à travers son personnage et pseudonyme Rrose Sélavy, dédicace dans laquelle André Breton insère le titre de l'entretien paru dans Le Journal du peuple : « André Breton n'écrira plus. »
Il n'existe pas un manuscrit unique du recueil, mais un manuscrit pour chaque texte répartis entre plusieurs fonds : Youki Desnos, Elsa Triolet-Aragon, Tristan Tzara, Simone Collinet et la bibliothèque Jacques Doucet.

## Extraits
Le Volubilis et je sais l'hypoténuse. Le titre est emprunté à une phrase prononcée par Robert Desnos en état de sommeil hypnotique. Ce texte a été écrit en grande partie en novembre 1922 pendant le séjour d'André et Simone à Barcelone où ils avaient accompagné Francis Picabia:

« Sans une claire courageuse et pauvre étoile au nom miraculeux
Le bois qui tremble s'entrouvre sur le ciel peint à l'intérieur des forêts de santé
Par cette oraison de bluet caractéristique et ces yeux à biseaux
Qui domptent les vagues travers zigzaguant par le monde
Ô les charmantes passes les beaux masques d'innocence et de fureur
J'ai pris l'enfer par la manche de ses multiples soleils détournés des enfants par les plumes
Je me suis sauvé
Tant que les métiers morts demandaient ma route
Où va ce manœuvre bleu
Mais sur les mers on ne s'élance pas si tard
Demain caresse mon pas de son sable éclatant
Voilez les montagnes de ce crêpe jaune étrange que vous avez si bien su découper suivant le patron des graminées des cimes
Je suis le perruquier des serrures sous-marines le souffle des amantes. »

Bien qu' André Breton ne l'ait pas beaucoup aimé (il ne fera pas paraître ce poème dans Le Revolver à cheveux blancs qui reprend en grande partie les textes de Clair de terre, le poème Tournesol connût une fortune inattendue en mai 1934 : le 29 au soir, André Breton rencontre Jacqueline Lamba dans un café de la Place Blanche (à Paris). Ils déambulent toute la nuit jusqu'à la rue Gît-le-Cœur en passant par le square des Innocents et la tour Saint-Jacques. Quelques jours plus tard, Breton se souvient de Tournesol dans lequel il lit la préfiguration de cette rencontre:

« La voyageuse qui traversa les Halles à la tombée de l'été
Marchait sur la pointe des pieds
Le désespoir roulait au ciel ses grands arums si beaux
Et dans le sac à main il y avait mon rêve ce flacon de sels
Que seule respire la marraine de Dieu
Les torpeurs se déployaient comme la buée
Au Chien qui fume
Où venait d'entrer le pour et le contre
La jeune femme ne pouvait être vue d'eux que mal et de biais
Avais-je affaire à l'ambassadrice du salpêtre
Ou de la courbe blanche sur fond noir que nous appelons pensée
Les lampions prenaient feu lentement dans les marronniers
La dame sans ombre s'agenouilla sur le Pont-au-Change
Rue Gît-le-Cœur les timbres n'étaient plus les mêmes
Les promesses de nuits étaient enfin tenues
Les pigeons voyageurs les baisers de secours
Se joignaient aux seins de la belle inconnue
Dardés sous le crêpe des significations parfaites

Une ferme prospérait en plein Paris
Et ses fenêtres donnaient sur la voie lactée
Mais personne ne l'habitait encore à cause des survenants
Des survenants qu'on sait plus dévoués que les revenants
Les uns comme cette femme ont l'air de nager
Et dans l'amour il entre un peu de leur substance
Elle les intériorise
Je ne suis le jouet d'aucune puissance sensorielle
Et pourtant le grillon qui chantait dans les cheveux de cendre
Un soir près la statue d'Étienne Marcel
M’a jeté un coup d'œil d'intelligence
André Breton a-t-il dit passe. »